# مرعة غالاباغوس
مرعة جالاباجوس (الاسم العلمي:  Laterallus spilonota) هي طير من أنواع الطيور التفلقية الصغيرة المتوطنة في جزر غالاباغوس. وهي تشبه المرعة السوداء المتواجدة في القارتين الأمريكتين. وهي مهددة من قبل الأنواع المدخلة؛ مثل الماعز والقطط، وتعتبر عرضة لخطر الانقراض.

## الوصف
مرعة غالاباغوس هي طير صغير (مقياس طولها هو حوالي ما يقارب 15سم)، تعتبر غير قادرة على الطيران تقريبا وبالتالي تعيش على الأرض. لديها ريش غامق اللون، أسود بشكل عام مع رأس وصدر لونهما رمادي نوعا ما، وتتواجد بقع لونها أبيض على الظهر. لون عيونها قرمزية، منقارها لونه أسود، ولديها أجنحة قصيرة؛ عديمة الفائدة تقريبا. تطلق هذه الطيور أصوات في معظم الوقت وتمتلك مجموعة واسعة من النداءات والأصوات.

## عادات
تعيش مرعة غالاباغوس في الأراضي العشبية الرطبة والغابات، وتختفي عن الأنظار في الغطاء العميق التي تكونه النباتات. في جزر غالاباغوس، توجد هذه الموائل بشكل عام في الجزر ذات الارتفاعات العالية (خاصة في جزر سانتياغو وسانتا كروز وسييرا نيجرا)، والمرعة تتواجد بشكل أكثر شيوعًا كلما زادت الارتفاعات. تتغذى هذه الطيور على اللافقاريات، ومعظمها يتكون من الحلزونات، ومتماثلات الارجل، واليعسوب، ونصفيات الأرجل، والنمل، وكذلك تتغذى على توت العليق وبعض البذور. تتغذى خلال اليوم، حيث إنها تجوب الأراضي وتقذف أوراق الشجر وتستكشف بقايا أوراق الشجر هذه.[بحاجة لمصدر]
على عكس العديد من طيور المرعة التي تستوطن الجزر، تتمكن طيور المرعة هذه من الطيران، ولكن ليس بشكل جيد جدًا أو ناجع للغاية وليس لمسافات طويلة. وقد وصف طيرانها بأنه غير منتظم ويبدو عليها أنها تبذل جهدا جهيدا من أجل ذلك.

## مرعة غالاباغوس والبشر
تمكنت مرعة غالاباغوس؛ على الرغم من كونها طير جزر غير قادرة على الطيران تقريبا، من المحافظة على وجودها والبقاء بعد وصول البشر إلى جزر غالاباغوس. هذا الطير هو نوع من الحيوانات الذي يثق بسرعة ولديه فضول نحو الإنسان حيث يقترب منه ويفحصه، مما يجعل هذه الطيور عرضة لمهاجمات من القطط الشاردة والكلاب والخنازير. كما تسبب إحضار الماعز والماشية إلى الجزر في فقدان الموائل التابعة لها، الأمر الذي يسبب انخفاضًا في أعدادها. إزالة الماعز والماشية، وما ينتج من نمو الأشجار والشجيرات والأعشاب من جديد، يؤدي بسرعة إلى عودة طيور المرعة هذه. نظرًا لأن معظم الموائل المتواجدة بها مرعة غالاباغوس تقع في حديقة وطنية.

## روابط خارجية
- BirdLife International: Galapagos Rail